# Connie Talbot
Connie Talbot, född 20 november 2000 i Streetly i West Midlands, är en brittisk barnsångerska. Hon blev känd 2007 när hon kom till final i TV-talangjakten Britain's Got Talent. Talbot var tänkt att underteckna ett kontrakt med Sony BMG, men de drog sig ur affären på grund av hennes ålder.
Talbot skrev på ett avtal med Rainbow Recording Company och gav ut sitt debutalbum Over the Rainbow i Storbritannien den 26 november 2007. Over the Rainbow såldes över 250.000 exemplar världen över och nådde till nummer ett i tre länder.
Talbots andra album, Connie Talbot's Christmas Album, med jultema, kom 24 november 2008 och hennes tredje, Holiday Magic, i slutet av 2009. 
Talbot har uppträtt i Europa, USA och i Asien, där hennes musik har fått kännedom genom YouTube. Det är beräknat att Talbot har mer än 400 miljoner videovisningar på YouTube.
Talbots hittills största publik var när hon spelade på kinesisk TV under kinesiskt nyår 2011.
Den 28 november 2011 släppte Talbot en singel, Beautiful World. Låten skrevs av Talbot vid sju års ålder.
Från november 2011 till mars 2012 uppträdde Talbot i Storbritanniens och Irlands största arenor med Young Voices, en kör som består av cirka 7000 barn i lågstadieskolor. 
I april 2012 åkte Talbot från sitt hem i England till Los Angeles för att spela in en singel, Sail Away, skriven av Robbie Nevil, Anders "Gary" Wikström, Fredrik Thomander  . Sail Away kom 29 maj 2012.
Hittills har Talbot tre världsrekord i Guinness Rekordbok